# Lewin Jakab
Lewin Jakab (Pest, 1828. – Budapest, 1884. július 30.) közgazdász, statisztikus, kereskedelmi akadémiai igazgató.

## Életrajz
Tanulmányai során Ballagi Mór volt tanára és pártfogója, aki „őt több előkelő író és tudós házában bemutatta”.
Tanulmányait 18 éves korától a pesti, majd a bécsi műegyetemen végezte. Bécsben 1848-ban több társával vizsgálati fogságot szenvedett. 1849-ben folytathatta tanulását és különösen a matematika érdekelte. Tanulmányai végeztével egy előkelő bécsi családnál nevelősködött több éven át, majd a kereskedelmi számtan tanára lett a bécsi kereskedelmi akadémián 1870-ig. 1871-ben a budapesti kereskedelmi akadémia igazgatói állására hívták meg – miután Friedrich August Körnert felmentették állásából – és augusztus 1-jén foglalta el új hivatalát. Bár anyagilag hátrányt szenvedett (Bécsben ugyanis tanári állása mellett az osztrák földhitelintézetnek matematikusa is volt, mely szép tiszteletdíjjal járt), de szülővárosa kérésének eleget tett. Az intézet tantervét módosította, az előkészítő osztályt megszüntette s a kereskedelmi akadémia tanítási anyagát kibővítve, négy évfolyamra osztotta be. A tanári állásokat rendszeresítette s 1874-ben az igazgatóbizottság és az alapító testületek áldozatkészsége mellett tanári nyugdíjalapot létesített. Négy éves tanfolyama azonban csak hét évig állott fenn; 1878-tól kezdve az osztályok számát ismét háromra kellett leszállítani. A vasúti tanfolyam, a keleti nyelveké, a középiskolát végzettek egyéves szaktanfolyama, mind neki köszönik létüket, végül az ő érdeme, hogy az intézet nyelve teljesen magyarrá lett. 1872-ben a magyar királyi reáltanszaki tanárvizsgáló bizottság tagja. Elindította az intézet új épületének építési ügyét is, de már nem érhette meg az 1885-re végéhez közeledő megvalósulást.
Fokozatosan a budapesti pénzintézetek közül is többen igénybe vették matematikai ismereteit, így a Magyar–Francia Biztosító Intézet, melynek igazgatótanácsosa volt. 1873-ban a bécsi világkiállítás XXVI. csoportjában a nemzeti bíráló bizottság póttagja, 1875-ben a Budapesti Kereskedelmi és Iparkamara levelező tagja lett. Ferenc József 1876-ban a Novaa-expedicióról megjelent tudományos munkában való közreműködéséért legmagasabb elismerését nyilvánította, 1878-ban pedig a kereskedelem és kereskedelmi szaktudományok előmozdítása körül szerzett érdemeiért a Ferenc József-rend lovagkeresztjével tüntette ki.
1882 tavaszán két gyermeke közül az egyik meghalt, majd ugyanezen év őszén feleségét is eltemette, ami megrendítette addig is gyenge egészségét (Sarolta leánya gondozta betegségében). Szabadságolták, s az 1883-as tanévig külföldön kúrálta magát, majd ismét munkába állt. Elhunyt 1884. július 30-án, örök nyugalomra helyezték 1884. augusztus 1-jén délután a Kerepesi úti temetőben.

## Munkái
Cikke az Országos Középiskolai Tanáregylet Közlönyében (IX. 1875-76. Az idomszámok egyszerű tárgyalásáról.).
- Lexikographisch geordnete Uebersicht der im Weltverkehr wichtigsten Münzen, Maasse und Gewichte. Wien ...
- Neue Aflösung des Pothenot'schen Problems und Beweis des Lehmann’schen Satzes über dasselbe. Wien, 1866. (Különny. a Zeitschrift des österreichische Ingenieur- und Architekten-Vereins-ből).
- A rokkantak nyugdíja és házassági hozományának biztosításáról. Értekezés. Pest, 1872.
- Vázlatos megjegyzések a politikai számtanhoz. Budapest, 1875.
- Az iskolai takarékpénztár és a paedagogia. Megtoldva az iskolai takarékpénztár legczélszerűbb kezeléséről szóló utasítással. Budapest, 1876.
- Jelentés a halandósági táblák kiszámítása érdekében a statisztika részéről teljesítendő követelések iránt. Budapest, 1876. (A 4–6. sz. munkák különnyomatok a Budapesti Kereskedelmi Akadémia Jelentéseiből.)

## Jegyzet
1. ↑  Lásd Toldy László, i.m.